# Michael Greis
Michael Greis (n. 18 august 1976, Füssen, Bavaria, Germania) este un biatlonist ce a reprezentat Germania, medaliat olimpic. A participat la 3 ediții ale Jocurilor Olimpice (2002, 2006, 2010) în care a câștigat 3 medalii de aur.